# Всеросійська скаутська асоціація

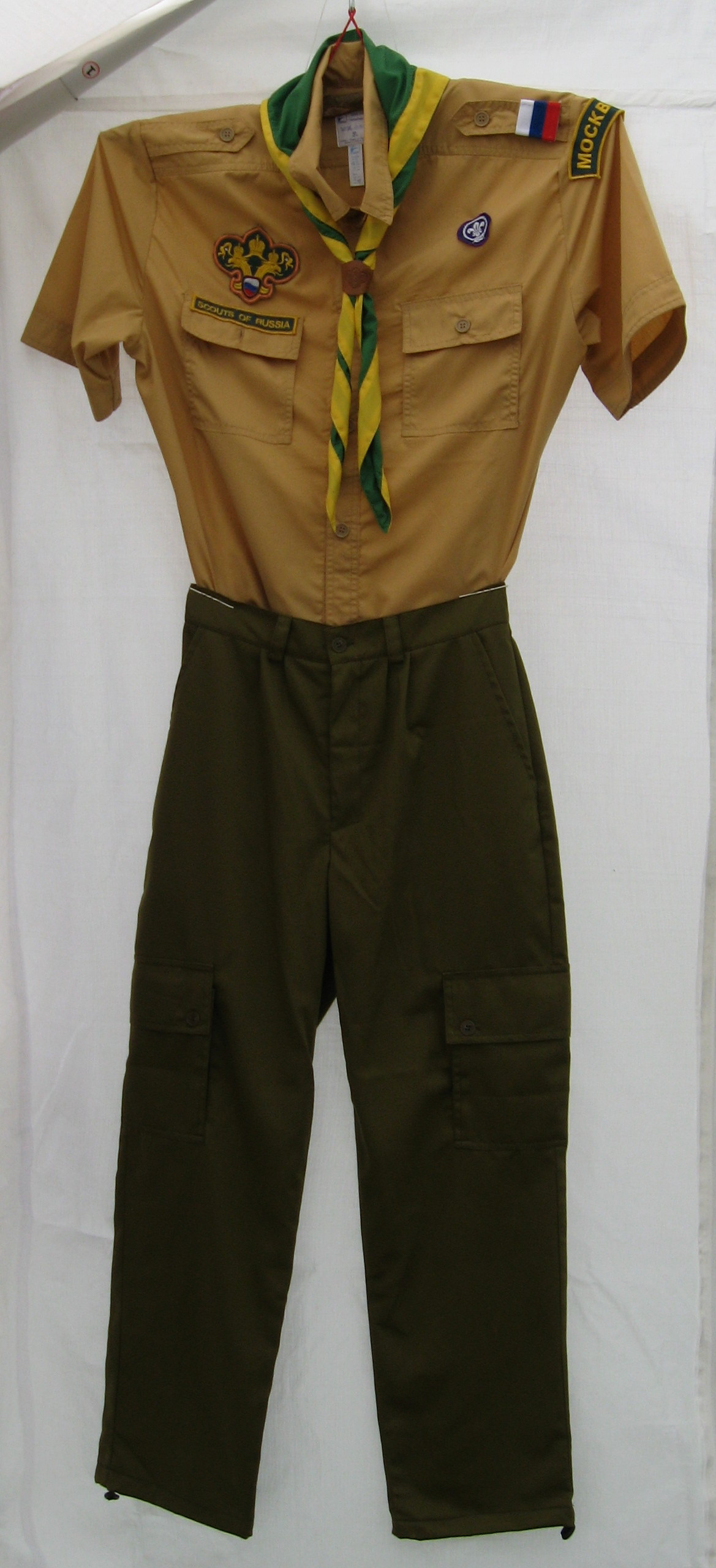
Уніформа російських скаутів

Всеросійська скаутська асоціація (рос. Всероссийская скаутская ассоциация) — національна скаутська організація Російської Федерації, член Всесвітньої організації скаутського руху з 2004 року. Станом на 2010 рік ВСА налічує 14 300 членів.
Раніше мала назву «Російська асоціація скаутів/навігаторів» (рос. Российская ассоциация навигаторов/скаутов).
Герб ВСА поєднує в собі скаутську лілею, а також прапор та герб Росії.